# منبع رادیویی در اخترشناسی
منبع رادیویی در اخترشناسی یا سرچشمهٔ امواج رادیویی بیرونی، (به انگلیسی: Astronomical radio source)، منابع تولید کنندهٔ موج‌های رادیویی در فضای بیرونی هستند که موج‌های رادیویی پرتوان را منتشر می‌کنند. این موج‌های رادیویی از سوی طیف وسیعی از منابع انتشار می‌یابند و نشان‌گر برخی از پویاترین فرایندهای فیزیکی و پرانرژی‌ترین پدیده‌ها در جهان هستند.

## تاریخچه
در سال ۱۹۳۲، کارل گوت جنسکی، مهندس فیزیک‌دان و مهندس رادیو آمریکایی، امواج رادیویی را که از منبع ناشناخته در مرکز کهکشان ما بود، شناسایی کرد. جنسکی به تحقیق و بررسی ریشه‌های تداخل فرکانس رادیویی برای آزمایشگاه بل (Bell) مشغول بود. او نوعی «هس یا هوم» یکنواخت و ایستا (پایدار) با منبع ناشناخته» را پیدا کرد، که در نهایت او نتیجه‌گیری کرد که منشأ آن تداخل فرازمینی است. این نخستین بار بود که امواج رادیویی از فضای بیرونی تشخیص داده شد. نخستین بررسی رادیویی آسمان توسط گروته ریبر انجام شد و این پروژه در سال ۱۹۴۱ تکمیل شد. در دههٔ ۱۹۷۰ ستاره‌هایی در کهکشان‌ما پیدا شدند که منبع فرستنده‌های رادیویی هستند، یکی از پرقدرت‌ترین آن‌ها MWC 349 ستاره دوتایی (باینری) تاکنون بی‌مانند (MWC 349) در صورت فلکی ماکیان است.

## سرچشمه‌ها: سامانهٔ خورشیدی

### خورشید
به عنوان نزدیکترین ستاره، خورشید درخشان‌ترین منبع تابش در بیشتر فرکانس‌ها است؛ تا طیف رادیویی در ۳۰۰ مگاهرتز (طول موج ۱ میلی‌متر). هنگامی که خورشید آرام است، موج‌های پس زمینه کهکشانی در طول موج‌های بلندتر دارای برتری بیشتری است. در طول طوفان‌های ژئومغناطیس، خورشید حتی در این فرکانس‌های پایین تسلط پیدا می‌کند.

### مشتری
نوسان الکترون‌هایی که در مگنتوسفر مشتری به دام افتاده، سیگنال‌های رادیویی نیرومندی؛ به ویژه در طول موج‌های دسی‌متری، تولید می‌کند.
مگنتوسفر مشتری مسئول بخش‌های شدید پخش موج‌های رادیویی از مناطق قطبی این سیاره است. فعالیت آتشفشانی بر روی قمر مشتری آیو گاز را به مگنتوسفر مشتری تزریق می‌کند و طبقی از ذرات نزدیک سیاره تولید می‌کند. با حرکت آیو در این طبق و تعامل با آن موجب ایجاد موج‌هایی موسوم به موج آلفون (Alfvn) می‌شود. این موج‌ها مواد یونیزه‌ای که حامل آن هستند را به مناطق قطبی مشتری می‌رسانند. در نتیجه، موج‌های رادیویی از طریق مکانیسم شتاب‌دهنده حلقوی ماسر (ماسر سیکلوترون) تولید می‌شود و انرژی در امتداد یک سطح مخروطی شکل منتقل می‌شود. هنگامی که زمین از این مخروط عبور می‌کند، انتشار موج‌های رادیویی از مشتری می‌تواند بیشتر از خروجی موج‌های رادیویی خورشیدی باشد.

## سرچشمه‌ها: کهکشانی

### مرکز راه شیری
مرکز کهکشان راه شیری نخستین منبع رادیویی شناسایی‌شده‌است. این شامل تعدادی از منابع رادیویی، از جمله کمان ای* (Sagittarius A*, Sgr A*) و سیاه‌چاله کلان‌جرم در مرکز آن است.

### بازمانده از ابرنواختر
بقایای ابرنواخترها اغلب موج‌های رادیویی واپخش شده را نشان می‌دهد. نمونه‌های آن از جمله ذات الکرسی آ (Cassiopeia A)؛ درخشان‌ترین منبع رادیویی فراخورشیدی در آسمان، و سحابی خرچنگ است.

#### ستاره نوترونی

##### تپ‌احتر (پولسار)
ابرنواخترها گاهی ستاره‌های نوترونی چرخشی متراکمی به نام تپنده‌ها از خود به جا می‌گذارند. آن‌ها جت‌هایی از ذرات باردار تابش سنکروترون را در طیف رادیویی منتشر می‌کنند. نمونه‌های آن از جمله تپنده خرچنگ؛ اولین تپنده کشف شده، است. تپنده‌ها و اختروش‌ها (هسته‌های مرکزی متراکم کهکشان‌های بسیار دور) هر دو توسط اخترشناسان رادیویی کشف شدند. در سال ۲۰۰۳، اخترشناسان با استفاده از تلسکوپ رادیویی رصدخانه پارکس دو تپ‌احتر را که در مدار یکدیگر بر گرد هم می‌چرخیدند کشف کردند، این نخستین چنین سیستمی بود که شناخته می‌شد.